# Sévérac-le-Château
Sévérac-le-Château korábbi község Franciaország Okcitánia régiójában, Aveyron megyében. Lakosainak száma 2415 fő (2018. január 1.). Sévérac-le-Château Campagnac, Lapanouse, Lavernhe, Mostuéjouls, Rivière-sur-Tarn, Verrières, Vézins-de-Lévézou, Le Massegros, Le Recoux és La Tieule községekkel határos.
2016. január 1-jén négy másik korábbi községgel egyesült és az így létrejött Sévérac d’Aveyron új község része lett.

## Népesség
A település népessége az elmúlt években az alábbi módon változott:
| Lakosok száma | 3060 | 3031 | 2774 | 2486 | 2409 | 2395 | 2398 | 2435 | 2417 | 2415 |
|               | 1962 | 1968 | 1982 | 1990 | 2006 | 2008 | 2013 | 2015 | 2017 | 2018 |